# التجمع من أجل موريتانيا
التجمع من أجل موريتانيا (يعرف اختصارا بتمام) هو حزب سياسي تأسس رسميا سنة 2005 على يد الدكتور المختار حرمة بابانا ويترأسه حاليا رجل الأعمال الشاب يوسف ولد حرمة. يعرف الحزب في موريتانيا بمواقفه الوسطية وبقيادته الشبابية كما يعتبر الحزب نفسه امتداد طبيعيا للحركة الوطنية الموريتانية التي قاومت الاستعمار الفرنسي، كما يستمد رؤيته السياسية من الأسس التي وضعها مناضلو حزبي الوفاق والنهضة (الرئيس الحالي للحزب جده المقاوم الموريتاني حرمة ولد بابانا)

أهم أهداف الحزب تشغيل الشباب وتطوير الصحة والتعليم والاقتصاد ومحاربة الجريمة والتطرف والإرهاب ويرى أن اقتصاد السوق وتقليل الإنفاق الحكومي الغير مجدي وزيادة الانفاق على التعليم والصحة والبنية التحتية كفيل بنهوض ببلادنا 

أهم أهدافه على المستوى الاجتماعي هي حرية واستقلال الفرد والقضاءعلى التعصب القبلي ومخلفات الرق وحفظ الحريات الشخصية والجماعية وحماية حقوق المرأة والطفل وعدم المساس بحرية التعبير وبقية الحريات السياسية والمدنية.
الحزب
يلتزم بكل ما ورد في الدستور الموريتاني ويعلن بشكل لا يقبل التأويل تمسكه بالثوابت الوطنية وعلى رأسها الدين الإسلامي الحنيف (المذهب المالكي) واللغات العربية لغة ولوفية اللغة الفولانية لغة سوننكية ويرى أن هذه الثوابت لا يجب أن تكون أداة للمزايدة والدعاية السياسية فالشعب الموريتاني والدستور حسم الهوية والثوابت الوطنية وأن الامر متجاوز وعلى السياسيين الاهتمام بالمشاكل الحقيقية واليومية للمواطن الموريتاني

## الحزب في المعارضة
سبق التأسيس نضال سلمي مدني قاده الرئيس المؤسس للحزب الشيخ المختار ولد حرمة ضد نظام العقيد معاوية ولد سيدي أحمد الطايع هذا النضال برره أنصار الحزب بأنه كان ضد نظام ديكتاتوري قمعي  حسب رأيهم تعرض رئيس الحزب المؤسس  وأنصاره لسجن مرات لأسباب سياسية 
شارك معظم مناضلي ومؤسسي الحزب القدماء في حملة الرئيس السابق هيدالة الذي ترشح سنة 2003 وجاء ترتيبه الثاني في النتائج الانتخابات الرئاسية
بعد تغيير النظام دخل موريتانيا مرحلة انتقالية قادها الرئيس العقيد اعلي ولد محمد فال ثم انتخابات ديمقراطية نزيهة حسب رأي المراقبين الدوليين والمحليين اتخذ فيها الحزب مواقف معارضة معتدلة

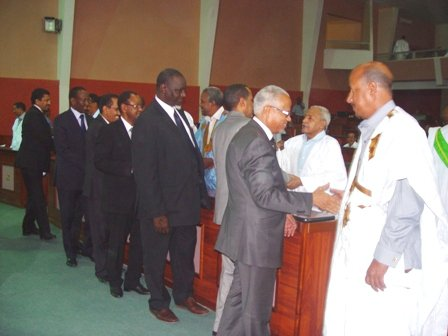

## الحزب في السلطة
تسلم حزب التجمع من أجل موريتانيا حقيبة وزارة الصحة وبعض المناصب الأخرى وشهدت فترة الوجيزة التي سير فيها الحزب ممثلا في رئيسه وزارة الصحة العديد من الإنجازات منها برغم من ميزانية وزارة الصحة المتدنية في موريتانيا والتي يطالب الحزب بزيادتها:
في مجال البنية التحتية لقطاع الصحة
1-تم بناء أكثر من 20 نقطة صحية في مناطق مختلفة ولايات الحوض الشرقي الحوض الغربي، لعصابه، لبركنة، الترارزه وآدرار؛ وتمت إعادة تأهيل 7 مراكز صحية في مقاطعات ولاته، آمورج، جكني، تنبدغه، بو امديد، بابابي وامباني
2- بناء وتجهيز مستشفى في مقاطعة الطويل بولاية الحوض الشرقي، وفي الطينطان بالحوض الغربي.
كما تم تأهيل 14 مركزا صحيا من فئتي «أ» و«ب» مع وكالة تنفيذ الأشغال ذات النفع العام من أجل التشغيل (آمكستيب)
3- تشييد مستشفى الصداقة بعرفات، بسعة 86 سريرا بالعاصمة نواكشوط

4- إنشاء مركز الاستطباب الخاص بالأم والطفل في انواكشوط، حتى يستقبل كل الاختصاصات المتعلقة بصحة الأم والطفل
5- إنشاء مستشفى السرطان المعروف بالمركز الوطني للأنكولوجيا التي تشمل عدة وحداة علاجية منها وحدة للعلاج الإشعاعي تم تجهيزها بأحدث المعدات ولقد أشاد مسؤولي الوكالة الدولية للطاقة الذرية بسرعة إنجاز هذا المركز واعتبروه «مثالا نموذجيا يحتذي به الآخرون».
6-توسعة والتأهيل كلا من المستشفى الجهوي بكيفه، والمستشفى الجهوي بالزويرات (بشراكة مع شركة «اسنيم») ومستشفى «سومسما» القديم في مدينة أكجوجت.

7-على صعيد المعدات الطبية، تم تطوير القاعدة التقنية للمنشآت الصحية، وأثمرت تلك الجهود – على نفقة الميزانية العمومية- إنجازات عديدة ومتنوعة من بينها على وجه الخصوص: تجهيز المركز الصحي بالطينطان، تجهيز 12 نقطة صحية، اقتناء جهازي تصوير طبقي لصالح مركز الاستطباب الوطني ومركز الاستطباب الجهوي بكيفة، اقتناء معدات ولوازم مصلحة غسل الكلى في مراكز الاستطباب الجهوية في كيفة، والنعمة ولعيون، ومولدات غسيل كلوي اقتناء تجهيزات المركز الوطني لأمراض القلب، اقتناء جهاز التصوير الطبقي بالرنين المغناطيسي لصالح مركز الاستطباب الوطني بانواكشوط، اقتناء جهاز راديو رقمي، اقتناء معدات ولوازم جراحية لصالح العديد من المؤسسات الطبية، اقتناء لوازم معدات للمختبر لصالح إدارة الصيدلة والمختبرات والمركز الوطني للبحوث في مجال الصحة العمومية وبعض مراكز الاستطباب والمستشفيات الجهوية، تزويد العديد من المؤسسات الاستشفائية بتجهيزات مختلفة (مولدات كهربائية، مولدات لغسيل الكلى، تصوير طبقي، معدات مختبرات سيارات إسعاف طبية) اقتناء معدات التجهيزات الخاصة بمركز استطباب الأم والطفل.

إضافة إلى اقتناء هذه المعدات، 

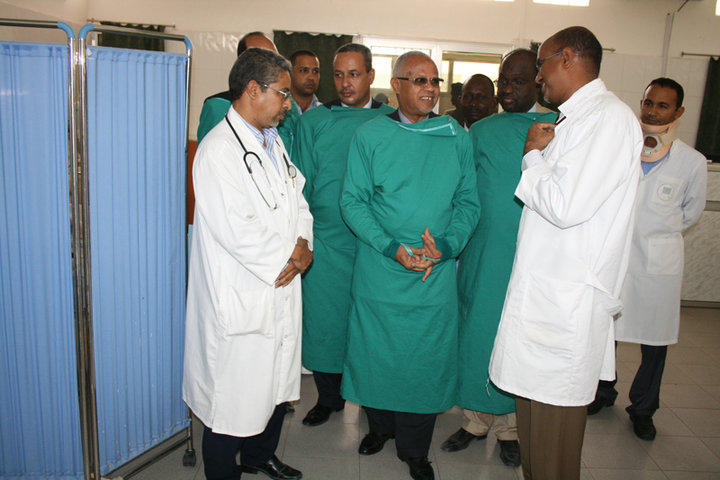

فضلا عن شراء سيارات الإسعاف بين المؤسسات والمصالح الطبية في كل من انواكشوط، النعمة، انواذيب، افديرك، كيهيدي، امبود، تيشيت، أطار، سيليبابي، تجكجه، روصو، لعيون، كوبني..
كما تم ادخال «البانتافالان» لرزمة اللقاحات المجانية للأطفال
وشهدت مكونة صحة الأم والطفل اهتماما بالغا في فترة تسيير قطاع الصحة من طرف حزب التجمع من أجل موريتانيا تمام عن طريق الحملة متعددة الولايات لترقية الرضاعة الطبيعية، الكشف الدينامكي عن حالات سوء التغذية لدى الأطفال من 6 إلى 59 شهرا، الحملة الوطنية لإضافة فيتامين «أ» ومكافحة طفيليات الأطفال من 6 إلى 59 شهرا.
دعم المنشآت الصحية من أجل تعزيز التكفل بحالات سوء التغذية الحاد في كل من آدرار، تيرس زمور، إينشيري، داخلة انواذيب، البراكنة، اترارزة، كيدي ماغا.. إضافة إلى تجهيز النقاط الصحية في الترارزة ومصالح الأمومة بها، والتكفل المجاني بالحوامل المصابات بالنواسير الولادية..
وفي مجال الأدوية تم ضمان جاهزية تامة للأدوية على عموم التراب الوطني وبأسعار في المتناول وقد مكنت أنشطة الرقابة التي تتبعت طرق بيع الأدوية من تنظيف السوق من الأدوية المزورة أو ذات الجودة الرديئة؛ كما أن المصالح الصحية قامت بتوفير بعض الأدوية مجانا فيما يتعلق بالسل والملاريا ومضادات الفيروسات؛ إضافة إلى: الكشف المجاني عن فيروس السيدا لدى الأم والطفل، واقتناء مخزون من اللقاحات واللوازم الطبية لتغطية حاجيات حملات التلقيح، وتحيين قاعدة بيانات كافة الأدوية المسجلة في موريتانيا؛ والتي تشمل كافة التخصصات..
فضلا عن حملات صحية علاجية وتوعوية تستهدف أمراض معينة مثل العمى وغيرها 

## الحزب يرجع للمعارضة

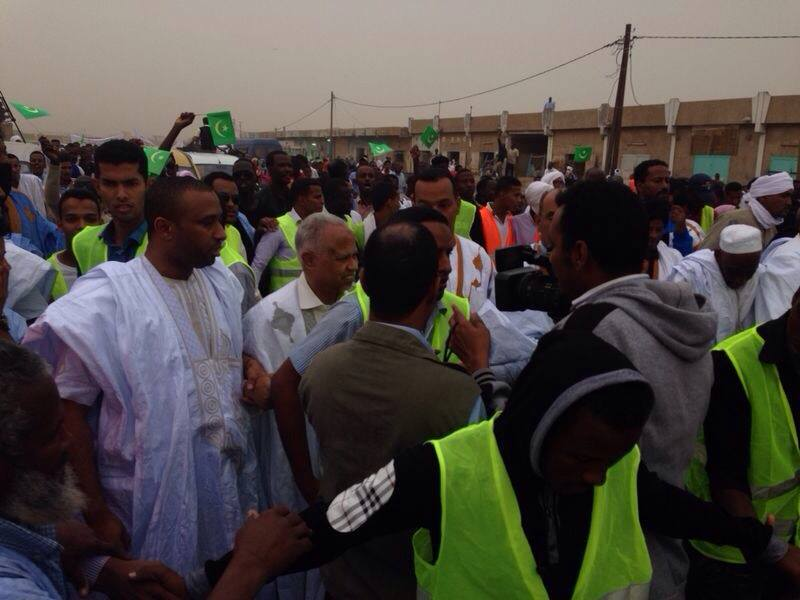
رئيس الحزب ومؤسسه أنذاك الشيخ المختار ولد حرمة مع المسؤول العلاقات الخارجية سابقا :يوسف ولد حرمة (الرئيس حاليا)

في بداية دخول حزب التجمع من أجل موريتانيا تمام للحكومة وتأيده لنظام أكد انه دخل لتغيير من الداخل ولإتاحة فرصة لسلطة الجديدة للعمل ومساعدتها خصوصا أن الحكومة كانت جادة في محاربة الإرهاب وابدت رغبتها بمحاربة الفساد وأكد الحزب أنه بالإمكانات البسيطة المتاحة تمت به إنجازات في قطاع الصحة لكن أصيب الحزب بخيبة الأمل من غياب سياسات اقتصادية واجتماعية لتطوير البلد والأسوء هو إستمرار نفوذ القبلية وعصبياتها على السلطة
فتم حل التحالف مع النظام وإلتحق الحزب بالمعارضة (منسقية المعارضة الديمقراطية) 

كما إشترك الحزب مع المعارضة في مقاطعتهم للانتخابات 

## اعتزال الرئيس المؤسس للحزب للعمل السياسي وتسليم قيادة الحزب للشباب
بعد أزيد من خمسة عشر سنة عارض فيها الحزب ورئيسه المؤسس الدكتور الشيخ المختار ولد حرمة نظام حكم الرئيس الأسبق معاوية ولد الطايع؛ وتعرض خلالها للسجن؛ واعلن دعمه للرئيس محمد ولد عبد العزيز الذي شارك في بعض حكوماته كوزير للصحة؛ قبل ان يعلن معارضته له وانضمام حزب التجمع من أجل موريتانيا تمام للمنتدى الوطني للديمقراطية.أعلن الدكتور الشيخ المختار ولد حرمة ولد بابانا رئيس حزب التجمع من اجل موريتانيا «تمام» اعتزاله العمل السياسي  والتفرغ لممارسة مهنة الطب والأعمال الخيرية وتسليم قيادة الحزب لشباب حيث أقيمت انتخابات داخلية للحزب في سابقة من نوعها في الحياة الحزبية والسياسية في موريتانيا

بعد انعقاد مؤتمر الحزب انتخب المؤتمرون بالإجماع مكتب المؤتمر المكون من الأشخاص التالية أسماؤهم: مريم مختار لي رئيسا 

الدكتور احمدو محمد عبد الرحمن السيد مقررا 

محمد سيدي محمد لحبيب عضوا

جاج سيلي جابيرا عضوا 

صالح ولد الخرشي عضوا
وشارك أعضاء الحزب ومندوبيهم في التصويت للانتخابات الداخلية للحزب التي على إثرها تم انتخاب مكتب وطني جديد ومكتب تنفيذي جديد وانتخاب رئيس للحزب وهو الرئيس يوسف ولد حرمة ولد بابانا 

## الحزب في ظل قيادته الجديدة
واصلت القيادة الجديدة تموقع الحزب في المعارضة مع نهج الحوار كسبيل لتفاهم والإقناع حيث شارك الحزب في الأيام التشاورية 
القيادة جديدة واصلت سياسة الحزب القديمة لأنها امتداد فكري لها لكن مع تشدد واضح في ضرورة عدم تعامل الدولة مع القبيلة وتعزيز الحرية الفردية وتبني اللامركزية، وكسر رتابة جمود برامج الأحزاب السياسية 
شكل حزب التجمع من أجل موريتانيا مع أحزاب أخرى كتلة الوفاق الوطني 
وتعتبر قيادة الحزب الجديدة أن جماعة الإخوان المسلمين وجماعات الإسلام السياسي وأهدافها الإيديلوجية هي السبب في ما حل في دول الربيع العربي  الحزب رسميا لا يفرض رأيه على الموريتانيين لكن بعض أنصاره يحثون الموريتانيين على التمسك بالإسلام الرباني والمذهب المالكي والعقيدة الأشعرية بدل التعصب الديني والإسلام السياسي الإيديلوجي

## أهم المحاور في برنامج الحزب
يتميز حزب التجمع من أجل موريتانيا ببرنامج متميز عن برامج الأحزاب الموريتانية حسب المراقبون لساحة السياسية في موريتانيا حيث هو الحزب الليبرالي الوحيد في موريتانيا في بلد به عشرات الأحزاب الشعبوية والقومية العربية والقومية الإفريقية والإشتراكية والقبلية المحافظة
و حزب للإخوان المسلمين

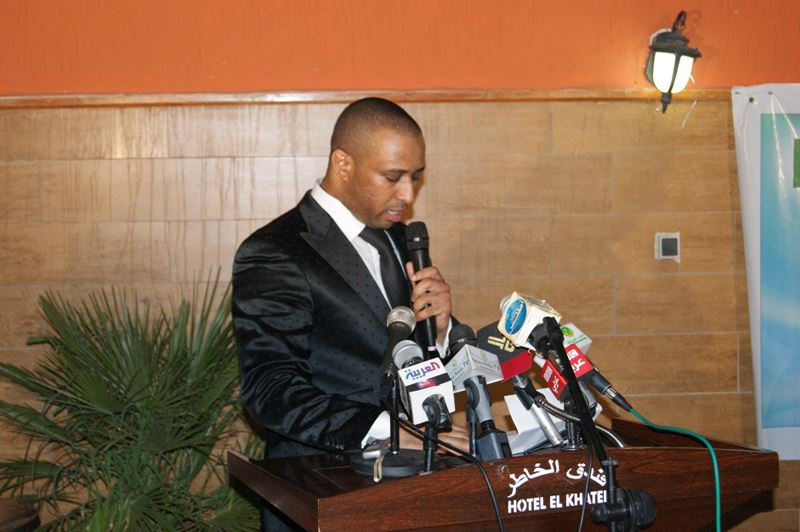
الأستاذ يوسف ولد حرمة بابانا رئيس الحزب

يهتم برنامج الحزب كثيرا بتشغيل الشباب وتطوير الصحة والتعليم والاقتصاد ومحاربة الجريمة والتطرف والإرهاب ويرى أن اقتصاد السوق وتقليل الإنفاق الحكومي الغير مجدي وزيادة الانفاق على التعليم والصحة والبنية التحتية كفيل بنهوض ببلادنا 

أهم أهدافه على المستوى الاجتماعي هي حرية واستقلال الفرد والقضاءعلى التعصب القبلي ومخلفات الرق وحفظ الحريات الشخصية والجماعية وحماية حقوق المرأة والطفل وعدم المساس بحرية التعبير وبقية الحريات السياسية والمدنية.
الحزب
يلتزم بكل ما ورد في الدستور الموريتاني ويعلن بشكل لا يقبل التأويل تمسكه بالثوابت الوطنية وعلى رأسها الدين الإسلامي الحنيف (المذهب المالكي) واللغات العربية لغة ولوفية اللغة الفولانية لغة سوننكية ويرى أن هذه الثوابت لا يجب أن تكون أداة للمزايدة والدعاية السياسية فالشعب الموريتاني والدستور حسم الهوية والثوابت الوطنية وأن الامر متجاوز وعلينا كسياسيين الاهتمام بالمشاكل الحقيقية واليومية للمواطن الموريتاني والابتعاد عن التطرف العرقي أو الديني والتعصب اللغوي والسعي لدولة مدنية ديمقراطية ذات اقتصاد قوي وشعب متساوي حر وسعيد
مجانية التعليم ومساواة الجميع في فرصة التعليم بمختلف مراحله
اللامركزية
إصلاح القضاء
تشريع قوانيين جديدة تخص المرأة والطفل